# Tossal de la Cabana
El Tossal de la Cabana és una muntanya de 1.061 metres que es troba entre els municipis de Camarasa i de Vilanova de Meià, a la comarca catalana de la Noguera.